# Élections sénatoriales de 1998 en Charente
Les élections sénatoriales en Charente ont eu lieu le dimanche 27 septembre 1998. 
Elles ont eu pour but d'élire les sénateurs représentant le département au Sénat pour un mandat de neuf années.

## Contexte départemental
Lors des élections sénatoriales du 24 septembre 1989 en Charente, un sénateur UDF-CDS et un RPR ont été élus, Pierre Lacour et Michel Alloncle.
Pierre Lacour a été déchu de son mandat en 1996. Philippe Arnaud (UDF-FD) est élu lors de la partielle qui a suivi.
Depuis, tous les effectifs du collège électoral des grands électeurs ont été renouvelés, avec les élections législatives françaises de 1997, les élections régionales françaises de 1998, les élections cantonales de 1994 et 1998 et les élections municipales françaises de 1995.

## Sénateurs sortants
| Sénateur | Sénateur        | Parti | Fonctions lors de l'élection en 1989              |
| -------- | --------------- | ----- | ------------------------------------------------- |
|          | Philippe Arnaud | UDF   | Conseiller régional, maire de Blanzac-Porcheresse |
|          | Michel Alloncle | RPR   | Sénateur sortant, conseiller général              |

## Présentation des résultats
Les nouveaux représentants sont élus pour une législature de 9 ans au suffrage universel indirect par les 1 083 grands électeurs du département. 
En Charente, les sénateurs sont élus au scrutin majoritaire à deux tours.
| Candidats | Candidats             | Parti | Principale fonction                                              |
| --------- | --------------------- | ----- | ---------------------------------------------------------------- |
|           | Roland Telmar         | PCF   | Maire d'Oradour-Fanais                                           |
|           | Alain Proux-Delrouyre | PCF   | Conseiller municipal d'Angoulême                                 |
|           | Jean Révéreault       | Verts | Conseiller régional, conseiller municipal de Mouthiers-sur-Boëme |
|           | Guy Branchut          | PS    | Maire de Brie                                                    |
|           | Michel Naudin         | PS    | Maire de Brossac                                                 |
|           | Daniel Texier         | DVG   |                                                                  |
|           | Philippe Arnaud       | UDF   | Sénateur sortant, conseiller général, maire de Blanzac           |
|           | Pierre-Rémy Houssin   | RPR   | Président du conseil général                                     |
|           | Henri de Richemont    | RPR   | Conseiller régional, maire d'Étagnac                             |
|           | Alain Leroy           | FN    | Conseiller régional                                              |
|           | Dominique Debrecq     | FN    | Conseiller municipal de Birac                                    |

## Résultats
| Candidat et parti politique | Candidat et parti politique | Candidat et parti politique | Premier tour | Premier tour | Second tour | Second tour |
| Candidat et parti politique | Candidat et parti politique | Candidat et parti politique | Voix         | %            | Voix        | %           |
| --------------------------- | --------------------------- | --------------------------- | ------------ | ------------ | ----------- | ----------- |
|                             | Philippe Arnaud             | UDF                         | 544          | 51,71        |             |             |
|                             | Henri de Richemont          | RPR                         | 386          | 36,69        | 456         | 44,62       |
|                             | Pierre-Rémy Houssin         | RPR                         | 321          | 30,51        | 211         | 20,65       |
|                             | Guy Branchut                | PS                          | 268          | 25,48        | 355         | 34,74       |
|                             | Michel Naudin               | PS                          | 249          | 23,67        | Retrait     | Retrait     |
|                             | Alain Proux-Delrouyre       | PCF                         | 60           | 5,70         | Retrait     | Retrait     |
|                             | Roland Telmar               | PCF                         | 59           | 5,61         | Retrait     | Retrait     |
|                             | Jean Révéreault             | Verts                       | 35           | 3,33         | Retrait     | Retrait     |
|                             | Daniel Texier               | DVG                         | 24           | 2,28         | Retrait     | Retrait     |
|                             | Alain Leroy                 | FN                          | 11           | 1,05         | Retrait     | Retrait     |
|                             | Dominique Debrecq           | FN                          | 6            | 0,57         | Retrait     | Retrait     |
|                             |                             |                             |              |              |             |             |
| Inscrits                    | Inscrits                    | Inscrits                    | 1 083        | 100,00       | 1 083       | 100,00      |
| Abstentions                 | Abstentions                 | Abstentions                 | 18           | 1,66         | 9           | 0,83        |
| Votants                     | Votants                     | Votants                     | 1 065        | 98,34        | 1 074       | 99,17       |
| Blancs et nuls              | Blancs et nuls              | Blancs et nuls              | 13           | 1,22         | 52          | 4,84        |
| Exprimés                    | Exprimés                    | Exprimés                    | 1 052        | 98,78        | 1 022       | 95,16       |